# Верх-Каргат (Каргатский район)
Верх-Каргат — село в Каргатском районе Новосибирской области. Административный центр Верх-Каргатского сельсовета.

## География
Площадь села — 108 гектаров. Расположено на реке Каргат приблизительно в 40 километрах от райцентра.

## Население
| 2002 | 2007 | 2010 |
| ---- | ---- | ---- |
| 654  | ↘453 | ↘420 |

## Организации
- Дом культуры
- Сельская библиотека
- Начальная и средняя школа (до 11 класса)
- Магазин «Багин»
- Медпункт
- Детский сад
- Пельменный цех
- Почта
- Сельсовет